# Germariopsis andina
Germariopsis andina är en tvåvingeart som beskrevs av Townsend 1915. Germariopsis andina ingår i släktet Germariopsis och familjen parasitflugor.
Artens utbredningsområde är Peru. Inga underarter finns listade i Catalogue of Life.